# دهستان صلوات
دهستان صلوات نام دهستانی در بخش مرادلو شهرستان مشگین‌شهر، استان اردبیل در ایران است. براساس سرشماری مرکز آمار ایران در سال ۱۳۸۵، جمعیت آن ۲۵۱۶ نفر (۵۴۴ خانوار) بوده‌است.